# Edwin Feyerfeil
Edwin Feyerfeil (31. března 1887 České Budějovice – 21. července 1950) byl československý politik německé národnosti a meziválečný poslanec Národního shromáždění za Německou nacionální stranu.

## Biografie
Byl synem živnostenského inspektora. Vystudoval gymnázium v Budějovicích a Vídeňskou univerzitu. 15. října 1907 složil státní zkoušku z právní historie, 29. října 1910 z práva a 28. května 1910 ze státovědy. 28. srpna 1917 byl jmenován notářem v Rokytnici v Orlických horách. Do služby nastoupil 16. září 1919. 12. listopadu 1925 byl jmenován notářem v Nových Hradech. Do úřadu nastoupil 29. ledna 1926. Působil zde do dubna 1945.
V roce 1918, když působil jako notář v Nových Hradech a byl hraběcím úředníkem, stál v čele odporu místní německé většiny proti začlenění Novohradska do československého státu. Velel místní německé domobraně Volkswehr. V prosinci 1918 ovšem město ovládly české oddíly. Zastával též funkci starosty Nových Hradů. Podle údajů k roku 1920 byl profesí notářem v Rokytnici.
V parlamentních volbách v roce 1920 získal mandát v Národním shromáždění.
V lednu 1939 byl se zpětnou platností od listopadu 1938 přijat za člena NSDAP (místní skupina Nové Hrady).